# Nemoptera
Némoptère
Genre
Nemoptera, en français Némoptère, est un genre d'insectes de l'ordre des Neuroptera et de la famille des Nemopteridae. Le genre comprend sept espèces bien caractérisées par leurs ailes postérieures allongées, très étroites, parfois filamenteuses.

## Taxonomie

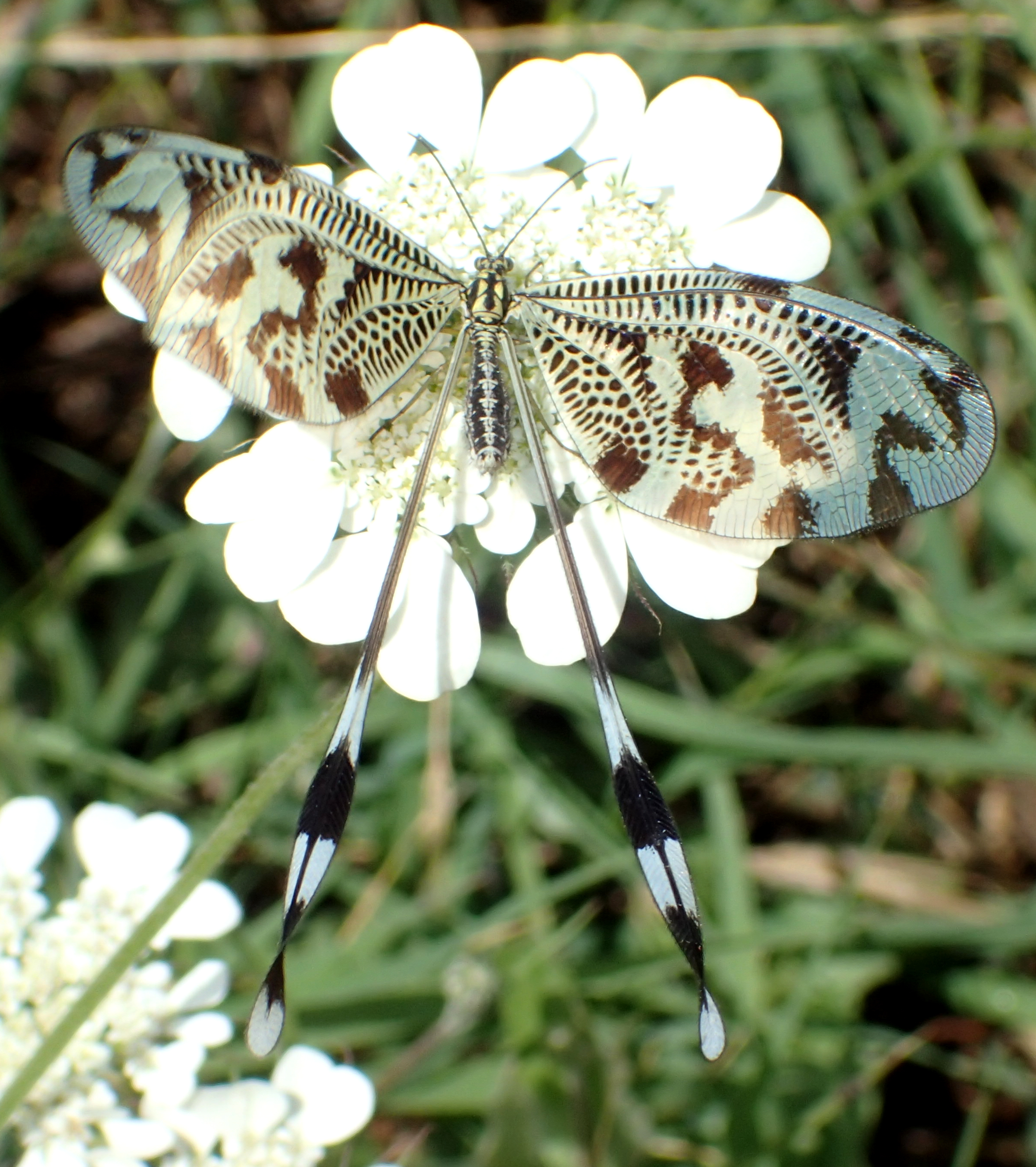
Nemoptera coa sur Orlaya.

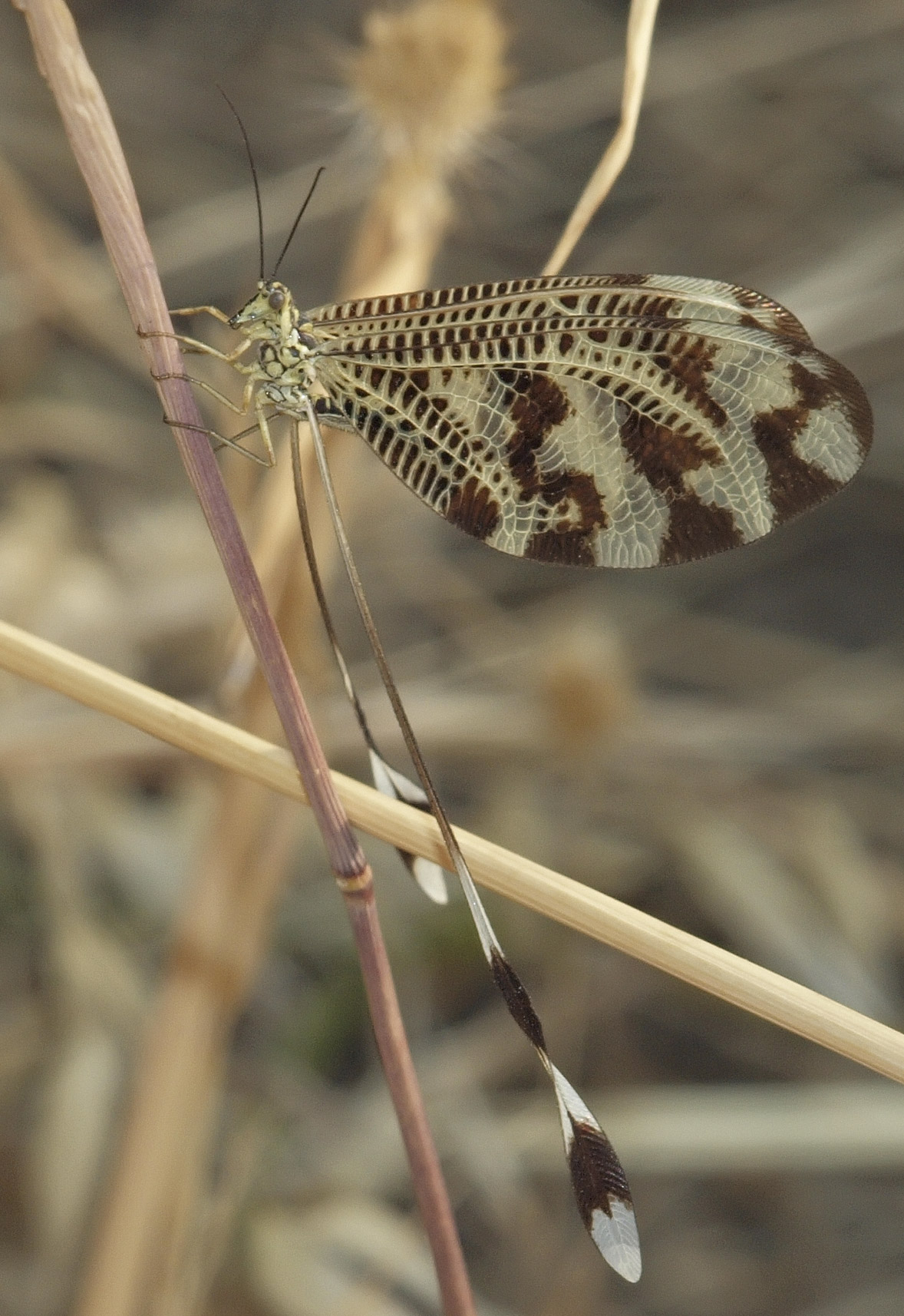
Nemoptera bipennis.

Le genre est décrit en 1802 par l'entomologiste français Pierre-André Latreille dans son Histoire naturelle, générale et particulière des crustacés et des insectes, vol. 81, t. 3, Paris, F. Dufart, 1802 (lire en ligne), p. 296,.
Nemoptera a pour synonymes :
- Nematoptera Burmeister, 1839
- Neuroptera Mace, 1920
- Phisaphus Passerini, 1834
- Physapus Leach, 1815
- Physopus Agassiz, 1846

La première espèce décrite est Nemoptera coa, décrite auparavant par Carl von Linné dans le genre Panorpa sous le nom Panorpa coa,. Latreille rapporte qu'il aurait été trouvé près de Perpignan, mais cette localité semble incertaine et peut-être ne s'agit-il pas de cette espèce. De façon certaine, Nemoptera coa a été capturée dans le département des Bouches-du-Rhône. Cet exemplaire unique se trouve dans la collection générale du Laboratoire d'Entomologie du Muséum et porte une étiquette ainsi libellée : « Pris aux montagnes de Saint-Pont, près de Marseille (Station d'Aubagne de l'omnibus). Fin juillet 1876, Paul Dognin. ». Par suite d'une erreur, cet exemplaire a été assez souvent rapporté à Nemoptera bipennis. Longinos Navás l'avait déterminée en 1910, comme étant N. coa ; cependant, il la mentionne sous le nom de N. bipennis dans sa monographie des Némoptérides (Mem. R. Ac. Cien. Barcelona, 8, 1910, p. 356), ainsi que dans les Némoptérides du Genera Insectorum de Wytsman (1912, p. 8). J. Lacroix cite également N. bipennis comme espèce française. Rémy Perrier fait de même dans La faune de France. René Martin rétablit N. coa comme unique espèce signalée en France, mais figure cependant sous le nom de N. coa, N. bipennis. Cette confusion entre N. coa et N. bipennis est probablement due à la répartition géographique des espèces du genre Nemoptera : en effet, N. bipennis est localisée dans la péninsule ibérique, tandis que N. coa se trouve dans les régions limitrophes de la Méditerranée orientale.

## Description

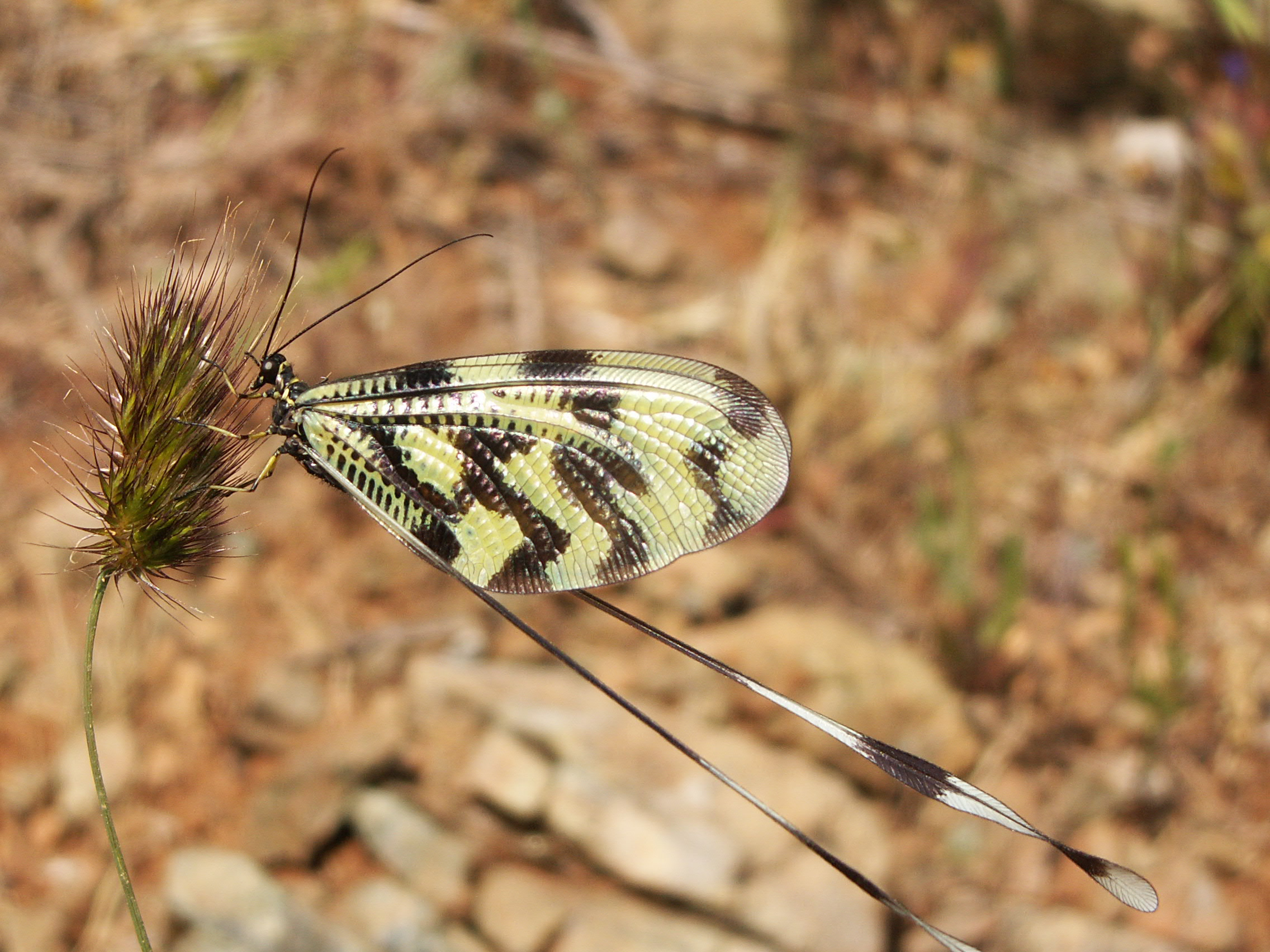
Nemoptera sinuata.

Le bec est membraneux, du moins sur les côtés, guère plus long que la tête ; les palpes labiaux sont plus longs que les maxiliaires. Les antennes sont insérées presque à la base du bec, en dessus. Il n'y a point de petits yeux lisses. Les ailes supérieures sont plus larges et plus courtes, ovales ; les inférieures sont très allongées, beaucoup plus longues que l'abdomen, linéaires. L'abdomen est cylindrique.

## Répartition
Son aire de répartition recouvre la Méditerranée,.

## Liste des espèces
Le genre compte sept espèces décrites, :
- Nemoptera aegyptiaca Rambur, 1842
- Nemoptera alba Olivier, 1811
- Nemoptera bipennis (Illiger, 1812)
- Nemoptera coa (Linnaeus, 1758)
- Nemoptera orientalis Olivier in Bonnaterre et al., 1828
- Nemoptera rachelii U. Aspöck et al., 2006
- Nemoptera sinuata Olivier, 1811